# George Schairer
George Sorg Schairer (* 19. Mai 1913 in Wilkinsburg, Allegheny County, Pennsylvania; † 28. Oktober 2004 in Kirkland, Washington) war ein Aerodynamik-Experte bei Boeing.
Sein Vater, Otto Sorg Schairer (* 1879 in Saline (Michigan); † 1976) war Mitbegründer von KDKA und ein TV-Pionier.
Schairer besuchte das Swarthmore College und studierte am MIT, wo er Schairer’s Airplane Performance Slide Rule erfand und seinen Master mit einem Test von vier Helikopter-Rotoren im Windkanal erwarb. Er begann bei der Bendix Corporation und wechselte später zur Consolidated Aircraft, wo er die Tragflächen- und Schwanzoberfläche der Consolidated B-24 entwarf. Danach wechselte er zu Boeing, wo er an der B-17, B-29,  B-377 Stratocruiser, C-97 Stratofreighter, B-47, B-50, B-52 Stratofortress, KC-135, 707 und 727 mitarbeitete.
1944/45 war er Mitglied der U.S. Army Air Force Scientific Advisory Group unter der Leitung von Theodore von Kármán und Hugh Latimer Dryden. In dieser Zeit begann er sich für gepfeilte Flügel zu interessieren. Zum Ende des Krieges gehörte er zu einer Gruppe von Wissenschaftlern, die deutsche Forschungsstätten durchsuchten. Die Testergebnisse, die er fand, bestätigten die Nützlichkeit der Pfeilung, die Schockwellen bei der Annäherung an die Schallgeschwindigkeit minderten. Nach seiner Rückkehr ließ er bei Boeing Flieger wie die Boeing B-47 mit bis zu 35° Pfeilung bauen.
Von 1959 bis 1973 war er Vizepräsident der Forschungs- und Entwicklungsabteilung. 1978 ging er in den Ruhestand.  Er war Mitglied des Scientific Advisory Committee to the Defense Intelligence Agency. 1957 erhielt er die Daniel Guggenheim Medal.
1968 wurde Schairer in die National Academy of Sciences gewählt.

## Belege
1. ↑   http://www.nytimes.com/2004/12/14/obituaries/14schairer.html
2. ↑   http://www.guggenheimmedal.org/Medalist%20PDF/MEDALIST%20FOR%201967.pdf

| Personendaten    | Personendaten                         |
| ---------------- | ------------------------------------- |
| NAME             | Schairer, George                      |
| ALTERNATIVNAMEN  | Schairer, George S.                   |
| KURZBESCHREIBUNG | US-amerikanischer Aerodynamik-Experte |
| GEBURTSDATUM     | 19. Mai 1913                          |
| GEBURTSORT       | Wilkinsburg, Pennsylvania             |
| STERBEDATUM      | 28. Oktober 2004                      |
| STERBEORT        | Kirkland, Washington                  |